# 葉宗舜
葉宗舜（？—？），福建建寧府甌寧縣人，明朝政治人物。举人出身。

## 生平
萬曆十年（1582年）壬午科福建鄉試舉人。歷同安縣儒學教諭。万历二十六年（1598年）任廣東廣州府新安縣知縣。后由李汝祥接任。